# Murtuz Ələsgərov

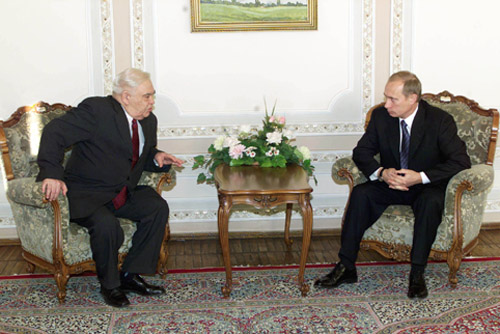
Murtuz Ələsgərov bei einem Gespräch mit Wladimir Putin im Januar 2011 in Aserbaidschan

Murtuz Nəcəf oğlu Ələsgərov (* 20. September 1928 in Kirowabad (Gəncə), Sowjetunion; † 7. August 2012 in Baku) war ein aserbaidschanischer Rechtswissenschaftler, Hochschullehrer und Politiker, der unter anderem mehrere Jahre Parlamentspräsident der Nationalversammlung der Republik Aserbaidschan war.

## Leben
Nach dem Schulbesuch absolvierte Ələsgərov ein Studium der Rechtswissenschaften an der Staatlichen Universität Baku und war nach Abschluss des Studiums mit einem Doktor der Wissenschaften zunächst Oberlehrer und später Dozent an der Juristischen Fakultät der Staatlichen Universität tätig, ehe er dort 1954 Professor und 1957 Dekan der Juristischen Fakultät wurde. 1965 wurde er Dekan der Fakultät für Verfassungsrecht und war zuletzt zwischen 1993 und 1996 Rektor der Staatlichen Universität Baku.
1995 wurde Ələsgərov als Kandidat der Partei Neues Aserbaidschan (Yeni Azərbaycan Partiyası) erstmals zum Abgeordneten der Nationalversammlung der Republik Aserbaidschan (Milli Məclis) und vertrat in dieser bis zu seinem Verzicht auf eine neue Kandidatur aus Gesundheitsgründen bis November 2010 den Wahlkreis Qaradağ.
Am 16. Oktober 1996 wurde er Nachfolger von Rasul Guliyev als Parlamentspräsident der Nationalversammlung. Das Amt des Parlamentspräsident versah Ələsgərov bis zu seiner Ablösung durch Ogtay Asadov am 2. Dezember 2005.
Für seine langjährigen Verdienste als Rechtswissenschaftler und Politiker wurde er mehrfach ausgezeichnet und erhielt unter anderem den Sodrujestvo-Orden der Gemeinschaft Unabhängiger Staaten (GUS), den Orden der Freundschaft von Russland und den İstiqlal-Orden der Republik Aserbaidschan.